# Doug Weight
Doug Daniel Weight (* 21. ledna 1971, Warren, Michigan, USA) je bývalý americký hokejista, který hrával v NHL, naposledy před ukončením kariéry za New York Islanders.

## Hráčská kariéra

### Klubová kariéra
Jako junior hrával za Lake Superior State University v univerzitní lize CCHA. V roce 1990 byl draftován týmem New York Rangers. Tam také v NHL debutoval. Po dvou sezónách byl vyměněn do Edmonton Oilers, kde v devadesátých letech strávil většinu své kariéry. Postupně se vypracoval na jednoho z nejlepších tvůrců hry v NHL a vynikal zejména výbornými gólovými přihrávkami. Dva roky dělal v Edmontonu kapitána. Pro nedobrou finanční situaci klubu byl ale v roce 2001 vyměněn do St. Louis Blues. V roce 2006 odehrál druhou polovinu sezóny po výměně v Carolina Hurricanes, kde týmu pomohl v play-off vybojovat Stanley Cup. Ve finálové sérii proti svému bývalému klubu Edmonton Oilers byl zraněn a sérii nedohrál. Po této úspěšné sezóně se vrátil opět do St. Loius Blues, odkud byl v říjnu 2007 vyměněn za Andyho McDonalda do Anaheim Ducks. Od roku 2008 hraje za New York Islanders, kde v současné době dělá kapitána. V době výluky v NHL v ročnících 1994/95 a 2004/2005 působil v německé lize. V květnu 2011 oznámil ukončení aktivní kariéry.

### Reprezentační kariéra
Reprezentoval Spojení státy americké na několika vrcholných turnajích. Největšího úspěchu s reprezentací dosáhl na Světovém poháru 1996, kde Američané zvítězili. Mezi útočníky patřil Weight v individuálních statistikách mezi nejlepší hráče. Má stříbro z olympijských her 2002 a byl součástí týmu bez medailového úspěchu na olympiádách 1998 a 2006.

## Úspěchy a ocenění

### Týmové
- Světový pohár 1996
- stříbrná medaile z ZOH 2002
- semifinále Světového poháru 2004
- Stanley Cup 2006

### Individuální
- čtyřikrát účast v NHL All-Star Game - v letech 1996, 1998, 2001, 2003
- překonal hranici 1000 bodů v NHL a 1000 utkání v NHL

## Prvenství
- Debut v NHL – 13. dubna 1991 (Washington Capitals proti New York Rangers)
- První gól v NHL – 3. října 1991 (Boston Bruins proti New York Rangers, kanadskému brankáři Andy Moog)
- První asistence v NHL – 5. října 1991 (Montreal Canadiens proti New York Rangers)
- První hattrick v NHL – 20. listopadu 1995 (Edmonton Oilers proti Colorado Avalanche)

## Klubová statistika
| Sezóna     | Klub                       | Soutěž     |      | Základní část | Základní část | Základní část | Základní část | Základní část |    | Play off | Play off | Play off | Play off | Play off |
| Sezóna     | Klub                       | Soutěž     | Z    | G             | A             | B             | TM            | Z             | G  | A        | B        | TM       |          |          |
| 1989–90    | Lake Superior State Lakers | CCHA       | 46   | 21            | 48            | 69            | 44            | —             | —  | —        | —        | —        |          |          |
| 1990–91    | Lake Superior State Lakers | CCHA       | 42   | 29            | 46            | 75            | 86            | —             | —  | —        | —        | —        |          |          |
| 1990–91    | New York Rangers           | NHL        | —    | —             | —             | —             | —             | 1             | 0  | 0        | 0        | 0        |          |          |
| 1991–92    | Binghamton Rangers         | AHL        | 9    | 3             | 14            | 17            | 2             | 4             | 1  | 4        | 5        | 6        |          |          |
| 1991–92    | New York Rangers           | NHL        | 53   | 8             | 22            | 30            | 23            | 7             | 2  | 2        | 4        | 0        |          |          |
| 1992–93    | New York Rangers           | NHL        | 65   | 15            | 25            | 40            | 55            | —             | —  | —        | —        | —        |          |          |
| 1992–93    | Edmonton Oilers            | NHL        | 13   | 2             | 6             | 8             | 10            | —             | —  | —        | —        | —        |          |          |
| 1993–94    | Edmonton Oilers            | NHL        | 84   | 24            | 50            | 74            | 47            | —             | —  | —        | —        | —        |          |          |
| 1994–95    | Edmonton Oilers            | NHL        | 48   | 7             | 33            | 40            | 69            | —             | —  | —        | —        | —        |          |          |
| 1994–95    | Star Bulls Rosenheim       | DEL        | 8    | 2             | 3             | 5             | 18            | —             | —  | —        | —        | —        |          |          |
| 1995–96    | Edmonton Oilers            | NHL        | 82   | 25            | 79            | 104           | 95            | —             | —  | —        | —        | —        |          |          |
| 1996–97    | Edmonton Oilers            | NHL        | 80   | 21            | 61            | 82            | 80            | 12            | 3  | 8        | 11       | 8        |          |          |
| 1997–98    | Edmonton Oilers            | NHL        | 79   | 26            | 44            | 70            | 69            | 12            | 2  | 7        | 9        | 14       |          |          |
| 1998–99    | Edmonton Oilers            | NHL        | 43   | 6             | 31            | 37            | 12            | 4             | 1  | 1        | 2        | 15       |          |          |
| 1999–00    | Edmonton Oilers            | NHL        | 77   | 21            | 51            | 72            | 54            | 5             | 3  | 2        | 5        | 4        |          |          |
| 2000–01    | Edmonton Oilers            | NHL        | 82   | 25            | 65            | 90            | 91            | 6             | 1  | 5        | 6        | 17       |          |          |
| 2001–02    | St. Louis Blues            | NHL        | 61   | 15            | 34            | 49            | 40            | 10            | 1  | 1        | 2        | 4        |          |          |
| 2002–03    | St. Louis Blues            | NHL        | 70   | 15            | 52            | 67            | 52            | 7             | 5  | 8        | 13       | 2        |          |          |
| 2003–04    | St. Louis Blues            | NHL        | 75   | 14            | 51            | 65            | 37            | 5             | 2  | 1        | 3        | 6        |          |          |
| 2004–05    | Frankfurt Lions            | DEL        | 7    | 6             | 9             | 15            | 26            | 11            | 2  | 10       | 12       | 8        |          |          |
| 2005–06    | St. Louis Blues            | NHL        | 47   | 11            | 33            | 44            | 50            | —             | —  | —        | —        | —        |          |          |
| 2005–06    | Carolina Hurricanes        | NHL        | 23   | 4             | 9             | 13            | 25            | 23            | 3  | 13       | 16       | 20       |          |          |
| 2006–07    | St. Louis Blues            | NHL        | 82   | 16            | 43            | 59            | 56            | —             | —  | —        | —        | —        |          |          |
| 2007–08    | St. Louis Blues            | NHL        | 29   | 4             | 7             | 11            | 12            | —             | —  | —        | —        | —        |          |          |
| 2007–08    | Anaheim Ducks              | NHL        | 38   | 6             | 8             | 14            | 20            | 5             | 0  | 1        | 1        | 4        |          |          |
| 2008–09    | New York Islanders         | NHL        | 53   | 10            | 28            | 38            | 55            | —             | —  | —        | —        | —        |          |          |
| 2009–10    | New York Islanders         | NHL        | 36   | 1             | 16            | 17            | 8             | —             | —  | —        | —        | —        |          |          |
| NHL celkem | NHL celkem                 | NHL celkem | 1220 | 276           | 748           | 1024          | 960           | 97            | 23 | 49       | 72       | 94       |          |          |

## Reprezentace
| Rok                       | Tým                       | Soutěž                    | Z  | G | A  | B  | TM |
| ------------------------- | ------------------------- | ------------------------- | -- | - | -- | -- | -- |
| 1991                      | USA 20                    | MSJ                       | 7  | 5 | 14 | 19 | 4  |
| 1993                      | USA                       | MS                        | 6  | 0 | 6  | 6  | 12 |
| 1994                      | USA                       | MS                        | 8  | 0 | 4  | 4  | 16 |
| 1996                      | USA                       | SP                        | 7  | 3 | 4  | 7  | 12 |
| 1998                      | USA                       | OH                        | 4  | 0 | 2  | 2  | 2  |
| 2002                      | USA                       | OH                        | 6  | 0 | 3  | 3  | 4  |
| 2004                      | USA                       | SP                        | 5  | 1 | 0  | 1  | 4  |
| 2005                      | USA                       | MS                        | 7  | 1 | 5  | 6  | 0  |
| 2006                      | USA                       | OH                        | 6  | 0 | 3  | 3  | 4  |
| Seniorská kariéra celkově | Seniorská kariéra celkově | Seniorská kariéra celkově | 49 | 5 | 27 | 32 | 54 |